# まりかちゃん乙
『まりかちゃん乙』（まりかちゃんおつ）は、ユキヲによる日本の4コマ漫画作品。『まんがホーム』（芳文社）にて、2010年2月号から2014年4月号まで連載された。
一見は美少女だが、常識外あるいはネガティブな言動を繰り返すまりかと、それに振り回されるゆな始め3人の友達のお話。

## 登場人物
九鬼 まりか（くき まりか）
本作の主人公。一人称は「まりか」。
素か何か企んでかに関わらず、奇行や後ろ向きな発言、被害妄想を繰り返しては周囲を戸惑わせる。そのため友人たちからは「黙っていれば美少女なのに」と思われることが多い。しかしそれらの一部は度を越して、自分へのブーメランとなって後悔することもしばしば。
勉強は苦手だが運動は得意。料理は苦手だがお菓子作りは得意。将来の夢は公務員。教室の一番後ろ、一番左側の席に座る。
制服姿の時にはタイツやニーソックスを着用している。髪型はロング。
小早川 ゆな（こばやかわ ゆな）
高校2年生からまりかのいる高校に転校してきた。出身は名古屋。
まりかの右隣の席に座り、転校日初日からまりかの奇行の多くを受け止めたり目撃する立場となった。しかしゆな自身それらをたしなめたり、楽しんでいる節があったりと、まりかにとって一番の友達となっている。
但し冗談が通じなかったり、ゆなのつっこみはまりかにとってのみならず、他の2人からも手厳しく映る。
勉強は得意らしく、宿題の回答をよくまりかに見せている。一方でかなづち。
制服姿の時にはハイソックスを履いている。髪型はショート。
一人っ子。
蜂須賀 せいら（はちすか せいら）
まりかの前の席に座る。
雑誌の読者モデルにもなるほど、少なくとも女子の間では容姿に関する評価は高い。しかし怒るとすごい剣幕となる。まりかはわざと怒らせてせいらの本性を周囲に暴くのを楽しんでいる。
字は汚い。制服姿の時にはニーソックスを履いている。髪型はツーサイドアップ。
相馬 りの（そうま りの）
学級委員長。席は他の3人と距離がある様子。
気分で眼鏡とコンタクトを使い分けている。頭がよく、四人の中で一番の常識人。
背が高く胸も大きい。制服姿の時にはハイソックスを履いている。髪型は基本三つ編み。
九鬼 九太郎（くき きゅうたろう）
まりかと三歳違いの兄。
回想シーンにて十歳の頃の姿のみの登場(その時「将来は医者か弁護士になりたいな」と発言していたが、現在の状況は不明)。まりか視点では「一匹」と呼ぶぞんざいな扱い。妹とは対照的に常識人であり、まりか曰くリア充。
最上 茜（もがみ あかね）
まりかのクラスの担任教師で国語担当。
自分がまだ20代であることを強調し、三十路近いのを気にしている。まりかもアラサーであることをいじったりしたが、お姉さんみたいで好きであると言っている。

## 用語
日吉丸高校
まりか達が通う高校。男女共学だが、男子の個別キャラクターは登場していない。

## コミックス
- ユキヲ『まりかちゃん乙』 芳文社〈まんがタイムコミックス〉、全3巻
  1. 2011年7月22日初版初刷発行（2011年7月7日発売[1]、 ISBN 978-4-8322-6985-9
  2. 2012年9月21日初版初刷発行（2012年9月6日発売[1]、ISBN 978-4-8322-5111-3
  3. 2014年4月22日初版初刷発行（2014年4月7日発売[1]、ISBN 978-4-8322-5281-3